# Al Ahly SC
Câu lạc bộ thể thao Al Ahly (Tiếng Ả Rập: النادي الأهلي للرياضة البدنية, tạm dịch: Câu lạc bộ của Quốc gia), thường được gọi dưới cái tên Al Ahly, là 1 câu lạc bộ thể thao có trụ sở ở Cairo. Đây là 1 trong những câu lạc bộ thành công nhất thế giới về số danh hiệu nhận được. Câu lạc bộ bóng đá của họ thi đấu tại Giải Ngoại hạng Ai Cập, giải đấu cao nhất của hệ thống giải vô địch bóng đá Ai Cập. Câu lạc bộ được thành lập vào 24 tháng Tư năm 1907, là nơi tụ họp của Hiệp hội sinh viên Cairo.
Al Ahly có kỷ lục 42 chức vô địch quốc gia, 37 cúp quốc gia và 11 siêu cúp quốc gia, làm họ trở thành đội bóng có nhiều danh hiệu nhất Ai Cập. Họ chưa từng phải xuống hạng xuống Giải Hạng hai Ai Cập. Al Ahly được coi là đội bóng thành công nhất Châu Phi và trở thành 1 trong "Những gã khổng lồ của Châu Phi".
Trong các giải đấu quốc tế, họ đã giành 10 chức vô địch CAF Champions League, 1 Cúp Liên đoàn Châu Phi, 8 Siêu Cúp Châu Phi, 4 Cúp Vô địch Châu Phi, 1 chức vô địch Giải vô địch các câu lạc bộ Á-Phi, 1 Cúp Câu lạc bộ Ả Rập, 1 Cúp Vô địch Ả Rập, 2 Siêu cúp Ả Rập, và 3 huy chương đồng FIFA Club World Cup. Với 23 danh hiệu trong các giải đấu quốc tế, họ trở thành câu lạc bộ thành công nhất lịch sử Châu Phi, và đã trở thành Câu lạc bộ của Châu Phi thế kỉ 20. Tởng số danh hiệu quốc tế của họ lớn thứ 2 trong lịch sử bóng đá thế giới, chỉ sau Real Madrid.

## Danh hiệu

### Trong nước (116)
| Thể loại                  | Giải                                                  | Số danh hiệu | Mùa chiến thắng | Á quân |
| ------------------------- | ----------------------------------------------------- | ------------ | --- | --- |
| Ai Cập                    | Giải ngoại hạng Ai Cập                                | 45           | 1948–49, 1949–50, 1950–51, 1952–53, 1953–54, 1955–56, 1956–57, 1957–58, 1958–59, 1960–61, 1961–62, 1974–75, 1975– 76, 1976–77, 1978–79, 1979–80, 1980–81, 1981–82, 1984–85, 1985–86, 1986–87, 1988–89, 1993–94, 1994–95, 1995–96, 1996–97, 1997–98, 1998–99, 1999–2000, 2004–05, 2005–06, 2006–07, 2007–08, 2008–09, 2009–10, 2010–11, 2013–14, 2015– 16, 2016–17, 2017–18, 2018–19, 2019–20, 2020–21, 2022-23, 2023-24, 2024-25 | 1966–67, 1977–78, 1983–84, 1987–88, 1990–91, 1992–93, 2000–01, 2002–03, 2002–03, 2003–04, 2014–15, 2020–21                          |
| Ai Cập                    | Cúp Ai Cập                                            | 37           | 1923–24, 1924–25, 1926–27, 1927–28, 1929–30, 1930–31, 1936–37, 1939–40, 1941–42, 1942–43, 1944–45, 1945–46, 1946– 47, 1948–49, 1949–50, 1950–51, 1952–53, 1955–56, 1957–58, 1960–61, 1965–66, 1977–78, 1980–81, 1982–83, 1983–84, 1984–85, 1988–89, 1990–91, 1991–92, 1992–93, 1995–96, 2000–01, 2002–03, 2005–06, 2006–07, 2016–17, 2019–20                                                                                     | 1925–26, 1931–32, 1932–33, 1934–35, 1937–38, 1943–44, 1951–52, 1958–59, 1972–73, 1975–76, 1996–97, 2003–04, 2009– 10, 2015, 2015–16 |
| Ai Cập                    | Siêu cúp Ai Cập                                       | 11           | 2003, 2005, 2006, 2007, 2008, 2010, 2011, 2014, 2015, 2017, 2018 | 2009, 2016, 2019 |
| Ai Cập                    | Cúp Sultan Hussein                                    | 7            | 1922–23, 1924–25, 1925–26, 1926–27, 1928–29, 1930–31, 1937–38 | 1927–28, 1933–34, 1934–35, 1935–36                                                                                                  |
| Ai Cập                    | Cairo League                                          | 16           | 1924–25, 1926–27, 1927–28, 1928–29, 1930–31, 1933–34, 1934–35, 1935–36, 1936–37, 1937–38, 1938–39, 1941–42, 1942– 43, 1947–48, 1949–50, 1957–58 | |
| Ai Cập                    | Cúp liên đoàn Ai Cập                                  | 1            | 1989 | |
| Cộng hòa Ả Rập Thống nhất | Giải vô địch Cộng hòa Ả Rập Thống nhất (Ai Cập-Syria) | 1            | Năm 1961 | |

### Châu Phi (23)
| Thể loại | Cuộc thi             | Số danh hiệu vô địch | Mùa chiến thắng                                                     | Á quân                 |
| -------- | -------------------- | -------------------- | ------------------------------------------------------------------- | ---------------------- |
| CAF      | CAF Champions League | 10                   | 1982, 1987, 2001, 2005, 2006, 2008, 2012, 2013, 2020, 2021          | 1983, 2007, 2017, 2018 |
| CAF      | Cúp vô địch châu Phi | 4                    | 1984, 1985, 1986, 1993                                              | -                      |
| CAF      | Cúp Liên đoàn CAF    | 1                    | 2014                                                                | -                      |
| CAF      | Siêu cúp CAF         | 8                    | 2002, 2006, 2007, 2009, 2013, 2014, 2021 (tháng 5), 2021 (tháng 12) | 1994, 2015             |

### Khu vực (4)
| Thể loại | Cuộc thi                         | Tiêu đề | Mùa chiến thắng | Á quân lên |
| -------- | -------------------------------- | ------- | --------------- | ---------- |
| UAFA     | Cúp vô địch các câu lạc bộ Ả Rập | 1       | 1996            | 1997       |
| UAFA     | Cúp vô địch Arab Cup             | 1       | 1994            | -          |
| UAFA     | Siêu cúp Ả Rập                   | 2 S     | 1997, 1998      | -          |

### Thế giới (1)
| Thể loại     | Cuộc thi            | Tiêu đề       | Mùa chiến thắng  | Á quân lên |
| ------------ | ------------------- | ------------- | ---------------- | ---------- |
| Liên lục địa | Afro-Asian Cup      | 1             | 1988             |            |
| Liên lục địa | FIFA Club World Cup | Vị trí thứ ba | 2006, 2020, 2021 | -          |

- S đã chia sẻ bản ghi

### Giải thưởng & sự công nhận
- Câu lạc bộ CAF của thế kỷ 20 : 2001
- Các danh hiệu hàng đầu của bóng đá Globe ở Trung Đông : 2020

### Các cuộc thi trong nước
| Year      | Premier League  | Egypt Cup     | Super Cup       |
| --------- | --------------- | ------------- | --------------- |
| 1921–22   | Started in 1948 | -             | Started in 2001 |
| 1922–23   | Started in 1948 | -             | Started in 2001 |
| 1923–24   | Started in 1948 | Winner        | Started in 2001 |
| 1924–25   | Started in 1948 | Winner        | Started in 2001 |
| 1925–26   | Started in 1948 | Runner-up     | Started in 2001 |
| 1926–27   | Started in 1948 | Winner        | Started in 2001 |
| 1927–28   | Started in 1948 | Winner        | Started in 2001 |
| 1928–29   | Started in 1948 | -             | Started in 2001 |
| 1929–30   | Started in 1948 | Winner        | Started in 2001 |
| 1930–31   | Started in 1948 | Winner        | Started in 2001 |
| 1931–32   | Started in 1948 | -             | Started in 2001 |
| 1932–33   | Started in 1948 | -             | Started in 2001 |
| 1933–34   | Started in 1948 | -             | Started in 2001 |
| 1934–35   | Started in 1948 | Runner-up     | Started in 2001 |
| 1935–36   | Started in 1948 | -             | Started in 2001 |
| 1936–37   | Started in 1948 | Winner        | Started in 2001 |
| 1937–38   | Started in 1948 | -             | Started in 2001 |
| 1938–39   | Started in 1948 | -             | Started in 2001 |
| 1939–40   | Started in 1948 | Winner        | Started in 2001 |
| 1940–41   | Started in 1948 | Runner-up     | Started in 2001 |
| 1941–42   | Started in 1948 | Winner        | Started in 2001 |
| 1942–43   | Started in 1948 | Winner        | Started in 2001 |
| 1943–44   | Started in 1948 | Runner-up     | Started in 2001 |
| 1944–45   | Started in 1948 | Winner        | Started in 2001 |
| 1945–46   | Started in 1948 | Winner        | Started in 2001 |
| 1946–47   | Started in 1948 | Winner        | Started in 2001 |
| 1947–48   | Started in 1948 | -             | Started in 2001 |
| 1948–49   | Winner          | Winner        | Started in 2001 |
| 1949–50   | Winner          | Winner        | Started in 2001 |
| 1950–51   | Winner          | Winner        | Started in 2001 |
| 1951–52   | not held        | Runner-up     | Started in 2001 |
| 1952–53   | Winner          | Winner        | Started in 2001 |
| 1953–54   | Winner          | -             | Started in 2001 |
| 1954–55   | not finished    | -             | Started in 2001 |
| 1955–56   | Winner          | Winner        | Started in 2001 |
| 1956–57   | Winner          | -             | Started in 2001 |
| 1957–58   | Winner          | Winner        | Started in 2001 |
| 1958–59   | Winner          | Runner-up     | Started in 2001 |
| 1959–60   | Third place     | Winner        | Started in 2001 |
| 1960–61   | Winner          | -             | Started in 2001 |
| 1961–62   | Winner          | -             | Started in 2001 |
| 1962–63   | Third place     | -             | Started in 2001 |
| 1963–64   | Group Fifth     | -             | Started in 2001 |
| 1964–65   | Fourth place    | -             | Started in 2001 |
| 1965–66   | Sixth place     | Winner        | Started in 2001 |
| 1966–67   | Runner-up       | -             | Started in 2001 |
| 1968–69   | not held        | not held      | Started in 2001 |
| 1969–70   | not held        | not held      | Started in 2001 |
| 1970–71   | not finished    | not held      | Started in 2001 |
| 1971–72   | not held        | not held      | Started in 2001 |
| 1972–73   | Fourth place    | Runner-up     | Started in 2001 |
| 1973–74   | not finished    | not finished  | Started in 2001 |
| 1974–75   | Winner          | -             | Started in 2001 |
| 1975–76   | Winner          | Runner-up     | Started in 2001 |
| 1976–77   | Winner          | -             | Started in 2001 |
| 1977–78   | Runner-up       | Winner        | Started in 2001 |
| 1978–79   | Winner          | -             | Started in 2001 |
| 1979–80   | Winner          | not held      | Started in 2001 |
| 1980–81   | Winner          | Winner        | Started in 2001 |
| 1981–82   | Winner          | not finished  | Started in 2001 |
| 1982–83   | Third place     | Winner        | Started in 2001 |
| 1983–84   | Runner-up       | Winner        | Started in 2001 |
| 1984–85   | Winner          | Winner        | Started in 2001 |
| 1985–86   | Winner          | -             | Started in 2001 |
| 1986–87   | Winner          | not held      | Started in 2001 |
| 1987–88   | Runner-up       | -             | Started in 2001 |
| 1988–89   | Winner          | Winner        | Started in 2001 |
| 1989–90   | not finished    | -             | Started in 2001 |
| 1990–91   | Runner-up       | Winner        | Started in 2001 |
| 1991–92   | Fourth place    | Winner        | Started in 2001 |
| 1992–93   | Runner-up       | Winner        | Started in 2001 |
| 1993–94   | Winner          | not held      | Started in 2001 |
| 1994–95   | Winner          | -             | Started in 2001 |
| 1995–96   | Winner          | Winner        | Started in 2001 |
| 1996–97   | Winner          | Runner-up     | Started in 2001 |
| 1997–98   | Winner          | Semi-final    | Started in 2001 |
| 1998–99   | Winner          | Round of 32   | Started in 2001 |
| 1999–2000 | Winner          | Semi-final    | Started in 2001 |
| 2000–01   | Runner-up       | Winner        | Withdrew        |
| 2001–02   | Runner-up       | Round of 16   | Did not enter   |
| 2002–03   | Runner-up       | Winner        | Winner          |
| 2003–04   | Runner-up       | Runner-up     | Did not enter   |
| 2004–05   | Winner          | Round of 16   | Winner          |
| 2005–06   | Winner          | Winner        | Winner          |
| 2006–07   | Winner          | Winner        | Winner          |
| 2007–08   | Winner          | Round of 32   | Winner          |
| 2008–09   | Winner          | Round of 16   | Runner-up       |
| 2009–10   | Winner          | Runner-up     | Winner          |
| 2010–11   | Winner          | Round of 16   | Winner          |
| 2011–12   | not finished    | not held      | not held        |
| 2012–13   | not finished    | Withdrew      | not held        |
| 2013–14   | Winner          | Semi-final    | Winner          |
| 2014–15   | Runner-up       | Runner-up     | Winner          |
| 2015–16   | Winner          | Runner-up     | Runner-up       |
| 2016–17   | Winner          | Winner        | Winner          |
| 2017–18   | Winner          | Quarter Final | Winner          |
| 2018–19   | Winner          | Round of 16   | Runner-up       |
| 2019–20   | Winner          | Winner        | Runner-up       |
| 2020–21   | Runner-up       | TBD           | TBD             |

### Bảng xếp hạng của CAF về các câu lạc bộ châu Phi
| Cấp  | Câu lạc bộ      | Điểm |
| ---- | --------------- | ---- |
| 1    | Al Ahly SC      | 96   |
| 2    | TP Mazembe      | 60   |
| 3    | Espérance Tunis | 60   |
| 4    | Étoile du Sahel | 56   |
| 5    | Wydad           | 38   |
| 6    | Zamalek         | 36   |
| 7    | Raja Casablanca | 34   |
| số 8 | Enyimba         | 31   |
| 9    | CS Sfaxien      | 30   |
| 10   | Al-Hilal        | 26,5 |

| Cấp | Câu lạc bộ      | Điểm |
| --- | --------------- | ---- |
| 1   | Al Ahly         | 40   |
| 2   | Zamalek         | 37   |
| 3   | Raja Casablanca | 35   |
| 4   | Asante Kotoko   | 34   |
| 4   | Canon Yaoundé   | 34   |
| 6   | Espérance Tunis | 27   |
| 6   | ASEC Mimosas    | 27   |
| 8   | Hearts of Oak   | 26   |
| 9   | Africa Sports   | 25   |
| 10  | JS Kabylie      | 20   |

### Xếp hạng 5 năm của CAF
Được cập nhật sau các trận đấu của CAF Champions League hay Cúp Liên đoàn vào ngày 17 tháng 7 năm 2021.
| Hạng | Câu lạc bộ         | 2017 (x1) | 2018 (x2) | 2018-19 (x3) | 2019-20 (x4) | 2020-21 (x5) | Tổng |
| ---- | ------------------ | --------- | --------- | ------------ | ------------ | ------------ | ---- |
| 1    | Al Ahly SC         | 5         | 5         | 3            | 6            | 6            | 78   |
| 2    | Espérance de Tunis | 3         | 6         | 6            | 3            | 4            | 65   |
| 3    | Wydad Casablanca   | 6         | 3         | 5            | 4            | 4            | 63   |
| 4    | Raja Casablanca    | 0         | 5         | 1            | 4            | 5            | 54   |
| 5    | Zamalek            | 2         | 0         | 5            | 5            | 2            | 47   |

## Cầu thủ

### Đội hình hiện tại
| No. | Pos. | Nation | Player                          |
| --- | ---- | ------ | ------------------------------- |
| 1   | GK   | EGY    | Mohamed El Shenawy (Đội trưởng) |
| 4   | DF   | EGY    | Mahmoud Metwalli                |
| 5   | DF   | EGY    | Ramy Rabia (3rd captain)        |
| 6   | DF   | EGY    | Yasser Ibrahim                  |
| 8   | MF   | EGY    | Hamdy Fathy                     |
| 9   | FW   | EGY    | Hossam Hassan                   |
| 10  | FW   | EGY    | Mohamed Sherif                  |
| 11  | MF   | EGY    | Walid Soliman (4th captain)     |
| 12  | DF   | EGY    | Ayman Ashraf (vice-captain)     |
| 13  | DF   | MAR    | Badr Benoun                     |
| 14  | MF   | EGY    | Hussein El Shahat               |
| 15  | MF   | MLI    | Aliou Dieng                     |
| 16  | GK   | EGY    | Ali Lotfi                       |
| 17  | MF   | EGY    | Amr El Solia (6th captain)      |
| 18  | FW   | EGY    | Salah Mohsen                    |
| 19  | MF   | EGY    | Mohamed Magdy                   |

| No. | Pos. | Nation | Player                     |
| --- | ---- | ------ | -------------------------- |
| 20  | DF   | EGY    | Mahmoud Wahid              |
| 21  | DF   | TUN    | Ali Maâloul                |
| 22  | MF   | EGY    | Mohamed Mahmoud            |
| 23  | FW   | RSA    | Percy Tau                  |
| 24  | DF   | EGY    | Mohamed Abdelmonem         |
| 25  | MF   | EGY    | Akram Tawfik               |
| 27  | FW   | EGY    | Taher Mohamed              |
| 28  | DF   | EGY    | Karim Fouad                |
| 29  | MF   | MOZ    | Luís Miquissone            |
| 30  | DF   | EGY    | Mohamed Hany (5th captain) |
| 31  | GK   | EGY    | Mostafa Shobeir            |
| 33  | GK   | EGY    | Hamza Alaa                 |
| 35  | MF   | EGY    | Ahmed Abdel Kader          |
| 38  | MF   | EGY    | Amar Hamdy                 |
| 45  | MF   | EGY    | Zeyad Tarek                |
| 66  | DF   | EGY    | Mohamed Maghrabi           |

### Đã từng triệu tập
| No. | Pos. | Nation | Player                                            |
| --- | ---- | ------ | ------------------------------------------------- |
| —   | FW   | EGY    | Ahmed Yasser Rayan (at Altay until 30 June 2022)  |
| —   | DF   | EGY    | Beckham (at Smouha until 30 June 2022)            |
| —   | FW   | COD    | Walter Bwalya (at Malatyaspor until 30 June 2022) |
| —   | FW   | SEN    | Aliou Badji (at Amiens until 30 June 2022)        |
| —   | FW   | EGY    | Mostafa El Badry (at Future until 30 June 2023)   |
| —   | MF   | EGY    | Karim Walid (at Future until 30 June 2022)        |
| —   | MF   | EGY    | Saad Samir (at Future until 30 June 2023)         |
| —   | MF   | EGY    | Arabi Badr (at Future until 30 June 2022)         |
| —   | DF   | EGY    | Faress Tarek (at Future until 30 June 2022)       |

| No. | Pos. | Nation | Player                                                          |
| --- | ---- | ------ | --------------------------------------------------------------- |
| —   | DF   | EGY    | Mohamed Shokry (at Smouha until 30 June 2022)                   |
| —   | MF   | EGY    | Saleh Nasr (at Wadi Degla until 30 June 2021)                   |
| —   | MF   | EGY    | Shady Radwan (at National Bank of Egypt until 30 June 2022)     |
| —   | MF   | EGY    | Ismail El Leithy (at National Bank of Egypt until 30 June 2021) |
| —   | MF   | EGY    | Walid Mustafa (at Ghazl El Mahalla SC until 30 June 2022)       |
| —   | MF   | EGY    | Ahmed El-Sayed (at Ghazl El Mahalla SC until 30 June 2022)      |
| —   | FW   | EGY    | Fahd Gomaa (at Smouha until 30 June 2023)                       |
| —   | MF   | EGY    | Kahraba (at Hatayspor until 30 June 2022)                       |

## Ban huấn luyện
| Nhân viên huấn luyện        | Nhân viên huấn luyện                    |
| --------------------------- | --------------------------------------- |
| Pitso Mosimane              | Huân luyện viên trưởng                  |
| Samy Komsan                 | Trợ lí huấn luyện viên                  |
| Michel Iannacone            | Huấn luyện viên thủ môn                 |
| Bộ phận phân tích           |                                         |
| Musi Matlaba                | Chuyên viên phân tích trưởng            |
| Kyle Solomon                | Nhà phân tích                           |
| Huấn luyện viên thể hình    |                                         |
| Kabelo Rangoaga             | Huấn luyện viên thể hình                |
| Mahmoud Hamdy               | Huấn luyện viên thể hình                |
| Bộ phận y tế                |                                         |
| Ahmed Abou-Abla             | Bác sĩ đội                              |
| Hany Wahba                  | Bác sĩ đội                              |
| Mohamed Wafaay              | Nhà vật lý trị liệu                     |
| Quản lý và tổ chức thể thao |                                         |
| Mohsen Saleh                | Trưởng ban kế hoạch bóng đá             |
| Zakaria Nassef              | Thành viên của Ủy ban kế hoạch bóng đá  |
| Sayed Abdel Hafeez          | Giám đốc bóng đá                        |
| Khaled Bebo                 | Trưởng bộ môn Bóng đá Thanh niên        |
| Michal Prokeš               | Tổng giám đốc học viện thanh thiếu niên |

### Ban giám đốc
| Văn phòng                    | Tên               |
| ---------------------------- | ----------------- |
| chủ tịch                     | Mahmoud El Khatib |
| Phó Chủ tịch                 | El Amry Farouk    |
| Thư ký quỹ                   | Khaled Mortagy    |
| Hội viên                     | Hossam Ghaly      |
| Hội viên                     | Mohamed shawky    |
| Hội viên                     | Mai Atef          |
| Hội viên                     | Tarek Knadil      |
| Hội viên                     | Mohamed Al-Gahzwy |
| Hội viên                     | Mohamed Al-Damaty |
| Hội viên                     | Mohanad Magdy     |
| Hội viên                     | Mohamed Serag     |
| Thành viên Hội đồng quản trị | Mohamed El-Garhy  |